# Raoul Ier de Gaël
Pour les articles homonymes, voir Gaël et Raoul.
Raoul Ier de Gaël ou Ralph de Gaël ou de Guader (anciennement et en anglais Wadel, en anglais Wader) (avant 1040 – 1097/1099), fut seigneur de Montfort et Gaël, vassal du duc de Bretagne, et comte d'Est-Anglie.

## Biographie

### Début de carrière
Il était le fils de « Ralph Stalre » ou « Ralph l'Écuyer » (en anglais : Ralph the Staller, ou Ralph the Englishman) († 1069), seigneur de Gaël, et comte d'Est-Anglie, et d'une épouse bretonne dont l'identité n'est pas connue. Son père vraisemblablement neveu de Raoul l'évêque d'Aleth homonyme est un fidèle conseiller d'Édouard le Confesseur, avant de se rallier à Guillaume le Conquérant durant la conquête normande de l'Angleterre. Celui-ci le nomme 1er comte de Norfolk et Suffolk (ou comte d'Est-Anglie) dès le début de son règne (très probablement 1067).
Il hérite de son père avant 1069 et succède au titre de comte d'Est-Anglie. Le patrimoine familial comprend la grande baronnie bretonne de Gaël, une seigneurie compacte à l'ouest et au nord-ouest de Rennes et au sud de Dol, qui comprenait à cette époque Montfort et Montauban. Elle s'étendait à l'ouest jusqu'à Trémorel, et comprenait pas moins de quarante paroisses. Ses possessions en Angleterre sont particulièrement vastes, car en plus des terres de son père, il reçoit de surcroît les terres d'Eadgifu la Belle, une importante propriétaire terrienne anglo-saxonne. Ses domaines s'étendent dans l'Essex et le Cambridgeshire en plus du Lincolnshire, du Norfolk et du Suffolk. Ses terres sont inféodées à de nombreux Bretons qui l'ont accompagné en Angleterre.
En 1065, il est avec Conan II de Bretagne quand il assiège Riwallon, seigneur de Dol, en son château de Combourg. En 1069, il repousse les Danois qui attaquent Norwich. Ceux-ci venaient soutenir la rébellion anglo-saxonne dans le nord. Celle-ci est balayée par une campagne de dévastation de Guillaume le Conquérant.

### Mariage et révolte
Il épouse Emma de Hereford, fille du défunt Guillaume Fitz Osbern, 1er comte de Hereford, et sœur de Roger de Breteuil, 2e comte de Hereford. Raoul est l'instigateur d'un complot contre le roi pour des raisons obscures. Il a longtemps été dit que l'origine de la révolte était le refus du roi d'accepter le mariage, mais il a été montré qu'il n'en était rien. Leur motif est peut-être plus simplement qu'ils sont mécontents de la réduction de leurs pouvoirs dans leurs régions respectives d'Est-Anglie et des marches galloises en faveur des officiers royaux. Le complot prend forme durant la cérémonie de mariage, et Waltheof, comte de Huntingdon et de Northumbrie est impliqué.
La révolte tourne rapidement au désastre car les comtes ont très peu de soutien en Angleterre. Les seuls soutiens que Raoul a en Est-Anglie sont ses vassaux bretons. Il est rapidement mis en déroute par l'armée royale menée par Geoffroy de Montbray, l'évêque de Coutances, l'évêque Odon de Bayeux, Guillaume Ier de Warenne et Richard de Bienfaite. Il se réfugie à Norwich, puis fuit par la mer. Il laisse sa femme Emma tenir le château pendant trois mois contre le siège de l'armée. Elle obtient un sauf-conduit pour elle et ses partisans pour quitter le pays. Les hommes capturés après la mise en déroute des hommes du comte rebelle sont mutilés, Roger de Breteuil est emprisonné à vie, et Waltheof de Northumbrie est exécuté en 1076. Une flotte de Danois que Raoul avait sollicités, menée par Knut, le fils du roi Sven II de Danemark, arrive alors que la rébellion est finie.

### Fin de carrière
Il se réfugie dans sa seigneurie de Gaël où ses terres sont hors d'atteinte de Guillaume le Conquérant. En 1076, il rejoint un soulévement breton contre le duc Hoël II de Bretagne et Guillaume le Conquérant. En septembre 1076, Guillaume le Conquérant voulant empêcher l'établissement d'un pouvoir hostile tout près de la frontière occidentale de son duché l'assiège dans le château de Dol. Malgré tous ses efforts pour prendre le château, Dol tient. C'est alors que le roi de France Philippe Ier voyant une occasion à saisir dans cette situation vient à la rescousse de Dol. Son intervention est un succès complet. Le Conquérant doit lever le siège et s'enfuir rapidement. Ses pertes en hommes et en matériel sont très lourdes. Cette défaite est le premier revers sérieux qu'il subit sur le continent depuis plus de vingt ans. Elle écorne même sa réputation, et ses adversaires se voient donner l'occasion de pousser plus loin leur avantage. Raoul de Gaël reste un seigneur puissant et bien établi. Il fait construire le château de Montfort.
Raoul répond à l'appel de la première croisade et combat au siège de Nicée et à la bataille de Dorylée (1097). Il meurt avant la chute de Jérusalem en juillet 1099. Sa femme Emma et son fils Alain meurent aussi durant la croisade. Son fils Guillaume († 1119) lui succède, et à sa mort sans descendance, c'est son cadet Raoul qui reçoit le patrimoine. Guillaume de Gaël revendiquera l'honneur de Breteuil en Normandie en droit de sa mère.

## Famille et descendance
En 1075, il épouse Emma de Hereford, fille du défunt Guillaume Fitz Osbern, 1er comte de Hereford, et sœur de Roger de Breteuil, 2e comte d'Hereford :
- Guillaume de Gaël († 1119), qui succéda à son père comme seigneur de Gaël ;
- Raoul II de Gaël, qui succéda à son frère. Seigneur de Monfort, puis de Breteuil en 1119 ;
- Alain de Gaël, seigneur du Largez, qui accompagna son père en Terre sainte, où il mourut sans alliance en 1101.

### Sources
- (en) Ann Williams, « Ralph the Staller, earl of East Anglia (d. 1068x70) », dans Oxford Dictionary of National Biography, Oxford University Press, 2004.
- André Chédeville et Noël-Yves Tonnerre, La Bretagne féodale, XIe – XIIIe siècle, Ouest-France Université, Rennes (1987),  (ISBN 2737300142).
- (en) Comtes de Norfolk.
- (en) Raoul de Gaël dans le Domesday Book.
- (en) Chronique anglo-saxonne.